# Superbingo Metropolis
Superbingo Metropolis a fost o emisiune de televiziune de tip tombolă din România, difuzată în direct pe postul Antena 1, duminica de la ora 17:00. Această emisiune a prins popularitate pe la începutul anilor 2000, când purta numele de TeleEuroBingo Show, emisiunea fiind anulată de mai multe ori din cauza scandalurilor care implicau nerestituirea banilor și premiilor către cei care câștigau în cadrul emisiunii, dar într-un final a fost scoasă de tot din grila de programe Antena 1 în primăvara anului 2016, ultimul episod fiind difuzat pe data de 27 martie al aceluiași an. Emisiunea era prezentată de Romică Țociu, Cornel Palade, Daniela Crudu și Mihai Mitoșeru.

## TeleEuroBingo Show
TeleEuroBingo Show a fost o emisiune de televiziune de tip tombolă din România, difuzată de Antena 1 la finalul anilor 1990 și la începutul anilor 2000, joi de la ora 17:00. A fost prezentată de Romică Țociu, Cornel Palade și Mihai Mitoșeru. 
Istoria sa începe la una dintre sălile de bingo faimoase din București din acea vreme, iar succesul de care se bucura atunci l-a făcut pe unul dintre proprietarii jocului de noroc să se gândească la următorul pas - de a face jocul cunoscut și jucat la nivel național. Consiliat de Vasile Stîngă, acea persoană a negociat cu cei de la Antena 1, iar jocul s-a mutat la televizor.
Odată adus la Antena 1, TeleEuroBingo Show a devenit un fenomen social rapid, zeci de mii de oameni cumpărând bilete în fiecare zi cu speranța că se vor îmbogății și că vor câștiga premii.
TeleEuroBingo Show a luat sfârșit din cauza datoriilor acumulate de firma ce se ocupa cu jocul și din cauză că ea nu a reușit să restituite premiile și toți banii câștigați de către jucători, sumele datorate către aceștia ajungând și la peste un milion de Euro. 
Cu timpul, emisiunea a trecut la format nou și la un alt nume: Superbingo Metropolis.

## Regulamentele emisiunii
Pentru a participa la concurs, telespectatorii trebuiau să cumpere trei cartoane de joc în valoare de 4,6 Lei, la acea vreme. În cazul în care acestea erau necâștigătoare, aceleași bilete erau extrase și săptămâna următoare.
La proba telefonică participau biletele scoase din urnă, având nume și prenume, adresa de e-mail, vârsta, domiciliul și numărul de telefon a celui care a câștigat.

## Scandalul „Superbingo Metropolis”
Emisiunea a fost anulată și scoasă de tot din grila de programe Antena 1 în primăvara anului 2016, din cauza datoriilor acumulate de firma care deținea emisiunea la stat, ea fiind în insolvență din 2014. Telespectatorii se așteptau ca emisiunea să continue, dar acest lucru nu s-a mai întâmplat, mii de oameni fiind înșelați, banii câștigătorilor nefiind restituiți nici până în ziua de azi.

## UniPlay Show
UniPlay Show a fost o emisiune de televiziune de tip tombolă din România, difuzată de Antena 1 și prezentată de Horia Brenciu, Diana Munteanu, Romică Țociu, Cornel Palade și Mihai Mitoșeru între anii 2016 și 2017.
După ce Superbingo Metropolis a fost scos de la televizor, cei de la Antena 1 au venit cu un concept nou, care să înlocuiască eșecul făcut de emisiunea precedentă. Așa s-a născut UniPlay Show, ea având runde de Lip Sync Battle, concurs de replici celebre, karaoke pentru afoni, quiz-uri cu întrebări amuzante sau show-uri de improvizație, aceasta dorea să fie varianta mai îmbunătățită a vechii emisiuni. Emisiunea era difuzată în fiecare duminică de la ora 20:00. Primul episod a fost difuzat live pe data de 25 decembrie 2016, iar ultimul episod, pe data de 16 aprilie 2017. 
Totodată, pe site-ul UniPlay Show s-a anunțat, pe 19 aprilie 2017, că nu se mai vând bilete de joc, întrucât se lucrează la „introducerea în platforma de vânzări a unui nou produs și pentru a evita pierderi de bani din partea jucătorilor în perioada de testare a noii platforme, am decis ca vânzările de cartoane Bingo să fie sistate până în momentul în care platforma este perfect funcțională.”
UniPlay Show trebuia să revină pe 1 mai, dar a fost scos definitiv din grila de programe Antena 1 pe data de 21 aprilie 2017.